# Léon Arnould
Léon Arnould (ur. 7 lipca 1853 w Chauvency-le-Château, data śmierci nieznana) – francuski mykolog.
Rodzice Léona Arnoulda mieszkali w Chauvency-Saint-Hubert. Leon urodził się Chauvency-le-Château w departamencie Meuse. W latach 70. XIX wieku zamieszkał w miejscowości Ham w departamencie Somma. W 1879 r. przejął aptekę w tym mieście, poślubiając Marie Flore Clothilde Minotte, córkę farmaceuty. Stał się pełnoprawnym członkiem Towarzystwa Mykologicznego Francji, a w 1903 r. członkiem krajowej komisji ds. propagowania praktycznych badań nad grzybami. Po przejściu na emeryturę zamieszkał w rodzinnej wsi Chauvency-Saint-Hubert oraz w Saint-Denis koło Paryża.
Opisał nowe gatunki grzybów. W nazwach naukowych utworzonych przez niego taksonów dodawany jest jego nazwisko Arnould. Jean Louis Émile Boudier uhonorował go, od nazwiska Arnoulda tworząc nazwę gatunku grzyba Clitocybe arnoldii.